# Appel et réponse
Ne doit pas être confondu avec Chant à répondre.

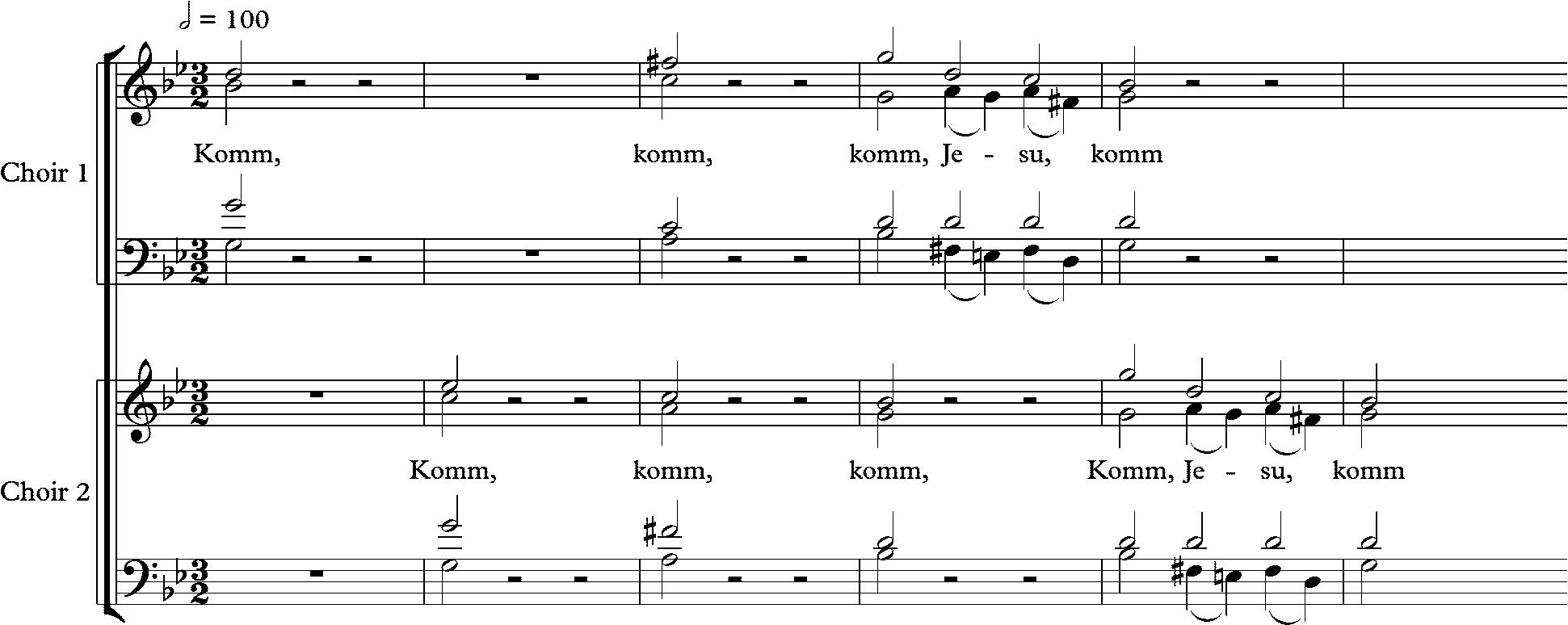

En musique, un appel et réponse, parfois désigné sous son nom anglais call and response, est une succession de deux phrases musicales, la deuxième phrase étant un commentaire ou une réponse à la première. L'appel et réponse, qui imite un dialogue, est un élément de base de la musique dans de nombreuses traditions.
L'appel et réponse peut se présenter sous différentes formes : imitation entre deux instruments, question/réponse ou encore des réponses variées à un même appel. Dans les traditions afro-américaines, ce jeu est souvent improvisé.
Le procédé d'appel et réponse, bien que souvent rapproché de la musique africaine, est en réalité tout autant utilisé dans la musique européenne, indienne ou juive.

## Musique classique
Dans la musique classique européenne, l'appel et réponse porte le nom d'antiphonie, soit une « musique dans laquelle un ensemble est divisé en deux groupes distincts, utilisés en opposition, souvent spatiale, et utilisant des contrastes de volume, tonalité, timbre , etc. ».

## Influence africaine aux États-Unis
Dans les cultures sub-sahariennes, l'appel et réponse implique tout un groupe dans un rassemblement (cérémonie religieuse, enterrement, mariages…). Au fil des migrations, des colonisations et des transports d'esclaves, les traditions musicales africaines s'installent notamment sur le continent américain.
Les populations africaines déportées en Amérique comme esclaves transmettent oralement leurs traditions musicales. Selon l'écrivaine Toni Morrison, l'appel et réponse est « caractéristique de la tradition esthétique africaine-américaine », mettant en jeu « la nature collective de l'art, sa fonctionnalité, son essence improvisationnelle, son relationnel avec la performance de l'auditoire ».
Les work-songs sont généralement basées sur ce principe,. On trouve cette forme en particulier dans le blues et dans les spirituals ainsi que dans la technique du lining out (en) que l'on trouve dans le gospel, quand le prêtre chante une phrase qui est reprise par l'assemblée,. On en trouve également dans le jazz, dans le funk ou le hip-hop.
Une forme d'appel et réponse a également une origine européenne : lorsque les Européens, familiarisés avec l'antiphonie, se sont installés au Nouveau Monde, ils ont emmené avec eux leur bagage culturel. On en trouve des traces dans les alléluias évangéliques,.

## Quelques exemples

### Blues
À l'origine, le blues est un genre vocal, souvent accompagné à la guitare. Chacune des phrases chantées est une question ou un appel (call), auquel répond l'instrument accompagnateur, dans la tradition africaine,. Un exemple bien connu dans le Jazz blues est What'd I Say de Ray Charles.[réf. nécessaire]

### Jazz
Le principe de l'appel et réponse est un des fondements du jazz, et on le retrouve dans tous les styles,. Les musiciens se répondent les uns les autres, ils répondent aux cris du public, ils répondent aux danseurs… De nombreux thèmes de standards de jazz sont basés sur l'appel et réponse, comme So What ou Moanin',. Dans l'improvisation, des musiciens peuvent se répondre, comme l'ont fait Ella Fitzgerald et Roy Eldridge.

### Pop-rock
De très nombreuses chansons sont construites sur un appel et réponse : Say It Loud – I'm Black and I'm Proud de James Brown (1968), dans lequel un chœur féminin répond au chanteur, Can You Hear Me de David Bowie (1975), inspiré par le gospel, ou encore Success d'Iggy Pop (1977). Les solos de Jimmy Page dans les chansons de Led Zeppelin sont souvent construits autour d'appels et réponses instrumentaux.

### Musique latine/cubaine
Quand des esclaves africains arrivent sur les côtes péruviennes, au XIXe siècle, la tradition musicale africaine se mélange à la musique populaire espagnole pour devenir ce que l'on désigne comme la musique afro-péruvienne. Le huachihualo en particulier se caractérise par des couplets en appel et réponse,.
La salsa, la rumba, le cha-cha-cha et le timba sont parfois également construits sur des appels et réponses, où le « coro » (le chœur) répond à un chanteur qui improvise un solo, le « pregón ».